# Альціон серамський
Альціо́н серамський (Todiramphus lazuli) — вид сиворакшоподібних птахів родини рибалочкових (Alcedinidae). Ендемік Індонезії.

## Опис
Довжина птаха становить 22 см. Верхня частина тіла синя. У самиць горло біле, груди й живіт блакитні, у самиць нижня частина тіла переважно біла, живіт блакитнуватий. Забарвлення молодих птахів подібне до забарвлення самців, однак менш яскраве, горло в них охристе, груди плямисті.

## Поширення і екологія
Серамські альціони мешкають на островах Серам, Амбон і Харуку. Вони живуть у вологих і заболочених тропічних лісах, на узліссях і галявинах, у мангрових лісах, на полях і плантаціях, зустрічаються на висоті до 640 м над рівнем моря. Уникають густих тропічних лісів. Живляться комахами. Гніздяться в гніздах деревних термітів.

## Збереження
МСОП класифікує стан збереження цього виду як близький до загрозливого, через невелику популяцію.